# STV2
STV2 foi uma rede de televisão local [en] britânica na Escócia, operando cinco licenças de TV baseadas nas cidades de Glasgow, Edimburgo, Dundee, Aberdeen e Ayr. Era de propriedade e operada pela STV Group plc.
Inicialmente transmitida como duas estações separadas – STV Glasgow [en] e STV Edimburgo [en] – o lançamento de três licenças locais em Aberdeen, Dundee e Ayr levou à criação de um único serviço em rede em 23 de abril de 2017. Em maio de 2018, foi anunciado que a STV2 seria encerrada no final de junho de 2018 como parte de uma revisão estratégica. O canal fechou em 30 de junho de 2018.

## Visão geral
Em janeiro de 2013, o regulador de radiodifusão Ofcom [en] anunciou que a STV havia recebido duas licenças para transmitir serviços de TV local nas áreas de Glasgow e Edimburgo por um período de doze anos. A emissora comprometeu-se a operar os canais em parceria com a Universidade Caledônia de Glasgow e a Universidade Napier de Edimburgo [en], respectivamente.
Coincidindo com uma reformulação em todo o grupo, a STV Glasgow começou a ser transmitida às 18h30 de segunda-feira, 2 de junho de 2014, com a primeira edição de seu principal programa de variedades noturno, The Riverside Show. A STV Edimburgo [en] seguiu às 19h de segunda-feira, 12 de janeiro de 2015, lançando com a primeira edição de The Fountainbridge Show.
Em março de 2015, a STV ganhou mais três licenças de TV local para as áreas de Aberdeen, Dundee e Ayr sob os títulos provisórios de Around Aberdeen, View from the Bridges e Ayrshire Today. Não houve outras propostas para os três serviços.
A maioria da programação da STV2 era produzida e transmitida a partir da sede da STV em Pacific Quay [en], em Glasgow. Ao contrário do canal principal da STV, onde a transmissão era originada internamente, a exibição e a apresentação eram fornecidas pela Comux, operadora do multiplex de TV local, em seu centro de operações em Birmingham.

## Programação
Os cinco serviços de TV local sob a marca STV2 exibiam uma única grade de programação em rede.
O STV News [en] transmitia boletins exclusivos de meia hora para a STV2 às 13h e às 22h, além de uma transmissão simultânea da edição de Edimburgo do STV News at Six (STEV News às seis). O principal programa de notícias da rede, STV News Tonight (STV News à noite), ia ao ar todas as noites da semana às 19h e incorporava notícias escocesas, britânicas e internacionais. O programa de meia hora, apresentado por Halla Mohieddeen [en], era produzido em parceria com a ITN.
Programas não noticiosos do canal incluíam o programa de variedades noturno Live at Five, Peter & Roughie's Football Show, Scottish Politics This Week, a série documental The People's History Show e programas de entrevistas como My Life in Ten Pictures e The Late Show with Ewen Cameron [en]. A programação adquirida incluía a novela irlandesa Fair City [en] e o drama finlandês Black Widows. Conteúdo de arquivo incluía a popular novela escocesa Take the High Road [en] e o drama criminal Taggart [en].

### Lista de programas
- Black Widows [en]
- Bodo
- Britain by Bike
- Fair City [en]
- Gordon Ramsay's Ultimate Cookery Course
- Gordon Ramsay's Ultimate Home Cooking
- Jak and Eddie's Scottish Kitchen
- Julie and Jimmy's Hot Woks
- The Late Show with Ewen Cameron [en]
- Liberty's Great American Cookbook
- Live at Five
- Medics of the Glen
- Murder at 9
- My Life in Ten Pictures
- Off the Beaten Track
- On Weir's Way with David Hayman
- The People's History Show
- Peter & Roughie's Football Show
- Peter & Roughie's Saturday Football Show
- Scottish Politics This Week
- STV News Tonight [en]
- Taggart [en]
- Take the High Road [en]
- Take Me [en]
- Royal Upstairs Downstairs
- Secret State
- Scotland's City Safari
- Weir's Way [en]

## Fechamento
A STV anunciou em maio de 2018 que a STV2 seria encerrada no final do mês seguinte devido à baixa audiência e à concorrência prevista do canal BBC Scotland [en], programado para ser lançado em fevereiro de 2019. O fechamento da STV2 resultou na perda de 25 empregos, com mais 34 cortes em uma reorganização da produção de notícias da STV. As licenças de transmissão do canal foram vendidas para a That's Media, proprietária da rede de estações de televisão local That's TV [en]. A STV2 fechou em 1 de julho de 2018, após a meia-noite, e seu substituto, That's TV Scotland, foi lançado em 15 de outubro de 2018.